# Joegoslavisch basketbalteam (vrouwen)
Het Joegoslavisch nationaal basketbalteam was een team van basketballers dat Joegoslavië vertegenwoordigt in internationale wedstrijden. In 1992 is Joegoslavië in vele landen uiteengevallen.
Joegoslavië nam in het verleden in totaal deel aan vijf edities van het Wereldkampioenschap basketbal. Één keer behaalde het land een zilveren medaille. Twintig keer werd er meegedaan aan Eurobasket. Hierin wist Joegoslavië zes keer een medaille te behalen. Tot slot nam het Joegoslavisch nationaal basketbalteam drie keer deel aan de Olympische Zomerspelen, alwaar het twee keer een medaille wist te winnen.

## Joegoslavië tijdens internationale toernooien

### Wereldkampioenschap
- WK basketbal 1959: 4e
- WK basketbal 1964: 4e
- WK basketbal 1967: 6e
- WK basketbal 1983: 8e
- WK basketbal 1990: 2e

### Eurobasket
- Eurobasket vrouwen 1954: 5e
- Eurobasket vrouwen 1956: 9e
- Eurobasket vrouwen 1958: 4e
- Eurobasket vrouwen 1960: 5e
- Eurobasket vrouwen 1962: 5e
- Eurobasket vrouwen 1964: 7e
- Eurobasket vrouwen 1966: 6e
- Eurobasket vrouwen 1968: 2e
- Eurobasket vrouwen 1970: 3e
- Eurobasket vrouwen 1972: 8e
- Eurobasket vrouwen 1974: 8e
- Eurobasket vrouwen 1976: 5e
- Eurobasket vrouwen 1978: 2e
- Eurobasket vrouwen 1980: 3e
- Eurobasket vrouwen 1981: 4e
- Eurobasket vrouwen 1983: 4e
- Eurobasket vrouwen 1985: 5e
- Eurobasket vrouwen 1987: 2e
- Eurobasket vrouwen 1989: 4e
- Eurobasket vrouwen 1991: 2e

### Olympische Spelen
- Olympische Spelen 1980: 3e
- Olympische Spelen 1984: 6e
- Olympische Spelen 1988: 2e